# Предпортовая улица
Предпорто́вая улица — улица в Московском районе Санкт-Петербурга. Проходит от 5-го до 7-го Предпортового проезда, протяжённость — 1340 м. После постройки в 2008 году развязки КАД Предпортовая улица получила прямую связь с Дачным проспектом, а также возможность съехать на КАД и ЗСД.

## История
Улица получила название 6 октября 1975 года. До этого с 1930-х годов называлась дорогой в Предпортовую.
30 октября 2008 года Предпортовая улица была соединена с Дачным проспектом путепроводом в составе развязки КАД с ЗСД.

## Здания и сооружения

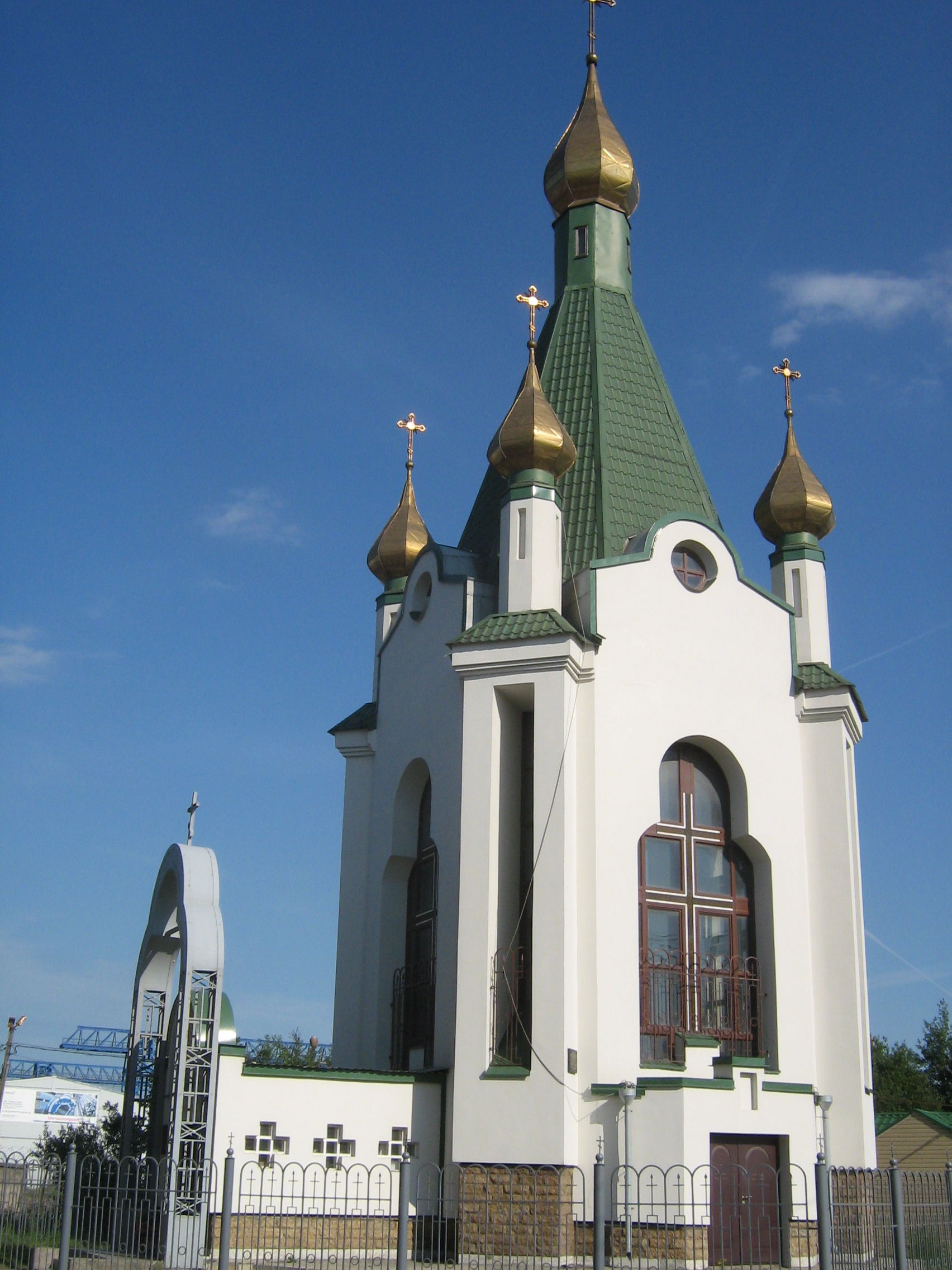
Церковь Святителя Николая Чудотворца

- дом 1 — станция Предпортовая Санкт-Петербург-Витебского отделения дороги
- дом 1А — церковь Святителя Николая Чудотворца
- дом 7 — Рельсосварочный поезд № 1
- складские помещения
- производственные территории

## Транспорт
- Метро: «Московская» (2000 м), «Звёздная» (2150 м)
- Автобус: № 3, 11, 62
- Платформа: Предпортовая

## Пересечения
С запада на восток:
- 7-й Предпортовый проезд
- 3-й Предпортовый проезд
- 4-й Предпортовый проезд
- Кубинская улица
- 5-й Предпортовый проезд